# Reynolds transportteorem
Reynolds transportteorem (RTT) är en av de mest fundamentala teoremen inom strömningsmekanik för att analysera ett system över en kontrollvolym istället för att analysera individuella massor. RTT tecknas för en fix kontrollvolym med en-dimensionellt flöde:
{\displaystyle {d \over dt}{\Big (}\mathbf {B} _{syst}{\Big )}={d \over dt}{\Big (}\int _{kv}\beta \rho dV{\Big )}+\int _{ky}\beta \rho VdA_{ut}-\int _{ky}\beta \rho VdA_{in}},
där kv står för kontrollvolym, ky för kontrollyta, ρ för densiteten, A för area, V för hastighet. B är en extensiv storhet som kan gälla för flera storheter såsom massa och energi. β är en intensiv storhet som bestäms ur:
{\displaystyle \beta ={d\mathbf {B}  \over dm}}
Den första termen i högerledet står för ändring av B per tidsenhet i kontrollvolymen. Andra termen står för utflöde av B per tidsenhet genom kontrollytan. Den sista termen står för inflödet av B per tidsenhet genom kontrollytan. Vid stationärt flöde sker ingen ändring av B per tidsenhet i kontrollvolymen varför den första termen ur högerledet försvinner.
RTT kan användas för att beskriva hur till exempel massa, impulsmoment, och energi konserveras (bevaras) i ett system. Ur RTT erhålls då energiekvationen, impulsmomentsatsen, impulssatsen och kontinuitetsekvationen. Teoremet ligger även till grund för Navier-Stokes ekvationer.